# Gary Player
Gary Player (nascido em Johannesburgo, 1 de novembro de 1935) é um jogador profissional de golf sul-africano, também conhecido como O Cavaleiro negro (The Black Knight), por sempre usar roupas de cor preta. É sempre lembrado como um dos melhores jogadores de golfe da história. 